# Édit d'Expulsion (1290)
Pour les articles homonymes, voir Édit d'Expulsion.

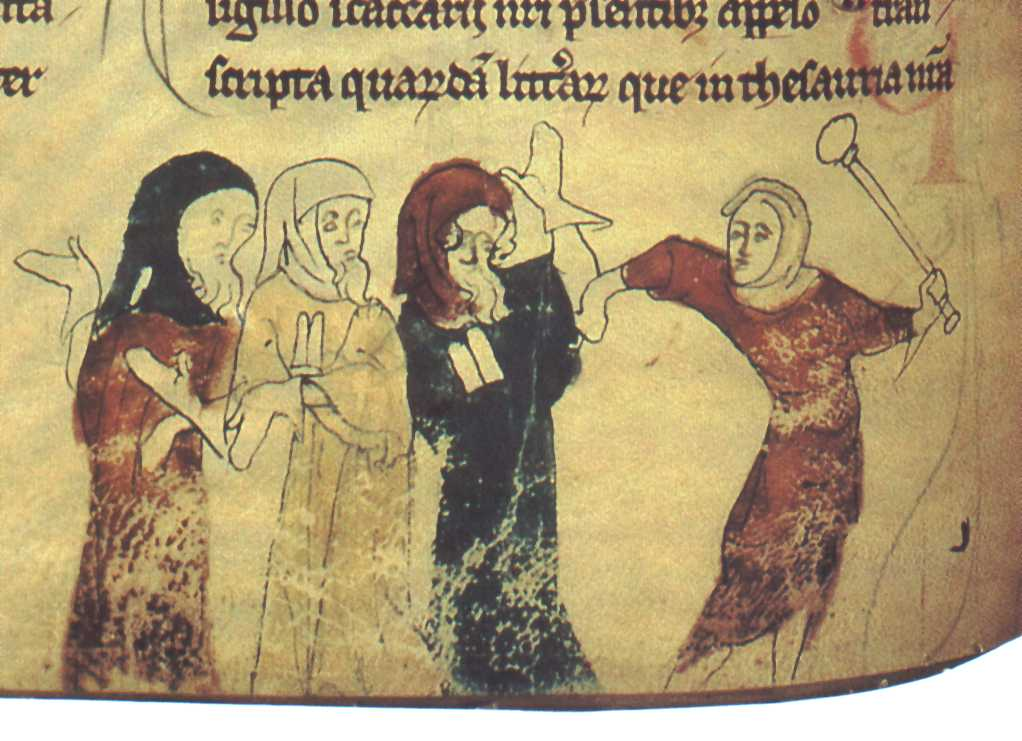
Miniature montrant l'expulsion des Juifs à la suite de l’Édit d’Expulsion issu de la Chronique de Rochester, XIVe siècle.

L'Édit d'Expulsion, promulgué en 1290 par le roi Édouard Ier d'Angleterre, ordonne l'expulsion de tous les Juifs d'Angleterre, ainsi que de l'Aquitaine qui était à l'époque anglaise. À cette date, les Juifs formaient en Angleterre une petite communauté d'environ 2 000 personnes. L'édit prend effet le 1er novembre 1290, et ne laisse le choix qu'entre la conversion et l'exil. La plupart choisissent l'exil, et rejoignent la France ou la Pologne où ils bénéficiaient d'un statut favorable grâce à la Charte de Kalisz.
Cet édit de 1290 reste appliqué jusqu'en 1656, lorsque Oliver Cromwell demande au conseil d'État d'autoriser le retour de Juifs en Angleterre (31 octobre 1656). Il rencontre des réticences lors de la conférence de Whitehall, en décembre de la même année, et doit se contenter d'un simple engagement oral du conseil d'État, qui cependant mettait fin de facto à l'édit d'expulsion.